# Derxena nivea
Derxena nivea är en fjärilsart som beskrevs av Kirsch 1877. Derxena nivea ingår i släktet Derxena och familjen mätare. Inga underarter finns listade i Catalogue of Life.